# هوهانس آزویان
هُوْهانِس آرامی آزویان (ارمنی: Հովհաննես Արամի Ազոյան؛ انگلیسی: Hovhannes Azoyan زادهٔ ۲۸ سپتامبر ۱۹۸۲) یک بازیگر و مجری تلویزیونی اهل ارمنستان است. وی از سال ۲۰۰۳ میلادی تاکنون مشغول فعالیت بوده است.

## زندگی‌نامه
وی در ۲۸ سپتامبر ۱۹۸۲ در ایروان به دنیا آمد و از دانشگاه دولتی اقتصاد ارمنستان فارغ‌التحصیل شد.  مری آزویان همسر وی می‌باشد.

## فیلمشناسی
| سال  | عنوان                 | نقش              | توضیحات                            |
| ---- | --------------------- | ---------------- | ---------------------------------- |
| ۲۰۱۸ | Hotel Gagarin         | آرام             |                                    |
| ۲۰۱۶ | Apricot Groves        | آرمان            |                                    |
| ۲۰۱۶ | Stavka na lyubov      | داویت مالکونیان  |                                    |
| ۲۰۱۵ | Լove coefficient      |                  |                                    |
| ۲۰۱۳ | The Knight's Move     | تیگران وارطانیان | بازیگران اصلی                      |
| ۲۰۱۳ | Poker.am              |                  | بازیگران اصلی                      |
| ۲۰۱۲ | Open the door         | آرمن             | بازیگران اصلی                      |
| ۲۰۱۱ | Groom from the circus | نارک             | بازیگران اصلی همراه با آنی یرانیان |
| ۲۰۱۰ | A Millionaire Wanted  | تیگران           | نقش اصلی                           |
| ۲۰۰۹ | فیلم سال نو           |                  |                                    |

- hy:Ուրիշի փոխարեն
- hy:Քայլ ձիով
- hy:Պահանջվում է միլիոնատեր
- hy:Փեսացուն կրկեսից

| سال               | عنوان                       | نقش   | توضیحات                 |
| ----------------- | --------------------------- | ----- | ----------------------- |
| ۲۰۱۳ – ۳۰ مه ۲۰۱۵ | Tnpesa (Armenian TV series) | مانوک | بازیگران اصلی (۹۶ قسمت) |
|                   | سریال باحال                 |       |                         |

| سال  | عنوان               | توضیحات     |
| ---- | ------------------- | ----------- |
| ۲۰۱۷ | عصر خوب (Լավ Երեկո) | میهمان ویژه |